# Смёла
Смёла (норв. Smøla) — коммуна в губернии Мёре-ог-Ромсдал в Норвегии. Административный центр коммуны — город Хупен. Официальный язык коммуны — нейтральный. Население коммуны на 2007 год составляло 2137 чел. Площадь коммуны Смёла — 281,85 км², код-идентификатор — 1573.

## История населения коммуны
Население коммуны за последние 60 лет.

Статистика коммуны Смёла